# Wank (Ohlstadt)
Der Wank ist eine 1403 m ü. NHN hohe schwach ausgeprägte Erhebung zwischen Ölrain und Buchrain bei Ohlstadt im Landkreis Garmisch-Partenkirchen in der Nähe der Wankhütte. Der unbewaldete Rücken wird meist auf dem Weg zum Hirschberg mit überschritten.